# Abaújszolnok
Abaújszolnok es un pueblo ubicado en el distrito de Szikszó, en el condado de Borsod-Abaúj-Zemplén, Hungría.

## Superficie
Posee una superficie de 8,670 kilómetros cuadrados.

## Demografía
Hasta 2019 la población era de 176 habitantes, con una densidad de población de 20,30 habitantes por kilómetro cuadrado.